# Gottfried Haberler
Gottfried Haberler, född 20 juli 1900, död 6 maj 1995, var en amerikansk-österrikisk nationalekonom.
Gottfried Haberler blev professor vid Wiens universitet 1934, var ekonomisk expert åt Nationernas Förbund 1934–1936, kallades 1936 till professor vid Harvard University och till rådgivare till styrelsen för Federal Reserve System 1943. Haberler skrev betydande arbeten om indextal som Der Sinn der Indexzahlen (1927) och om den internationella handelns teori som Der internationale Handel (1933, engelsk utgåva Theory of international trade, 1936) samt Liberale und planwirtschaftliche Handelspolitik (1934). Mest känd blev Haberler för sin på uppdrag av Nationernas Förbund utarbetade framställning av de moderna konjunkturteorierna (Prosperity and depression, 1937, 3:e upplagan 1941; svensk översättning Högkonjunktur och depression, 1940). I verket visade Haberler, hur olika samtida teorier kunde reduceras till ett tiotal alternativa förklaringsmöjligheter. I sin egen syntetiska teori använde Haberler främst reala, i motsats till monetära termer. En konjunkturuppgång antogs vara orsakad av en positiv differens mellan företagens räntabilitet och låneräntan, en differens, som vanligen uppstår genom förbättrade möjligheter för investering i realkapital. Även i förklaringen av konjunkturnedgångar avböjde Haberler monetära tolkningar. Genom förskjutningar i förhållandet mellan kapitalvaru- och konsumtionsvaruproduktionen blir det ekonomiska systemet vid fortsatt uppsving i allt högre grad känsligt för störningar. I analysen av nedgångsperioderna var Haberler påverkad av John Maynard Keynes teori om likviditetspreferensen. Det utmärkande för Haberlers konjunkturteori var dess beaktade av ekonomiska processernas möjliga beroende av yttre störningar och ingrepp. Bland Haberlers senare skrifter märks Consumer instalment credit and economic fluctuations (1942) och Quantitative trade Controls (1943).